# Lionel Mazars
Pour les articles homonymes, voir Mazars (homonymie).
Pas d'image ? Cliquez ici

a Compétitions nationales et continentales officielles uniquement.

b Matchs officiels uniquement.
Dernière mise à jour le 25 décembre 2018.
Lionel Mazars, né le 26 juin 1984 à Toulouse, est un joueur français de rugby. Il évolue au poste de trois-quarts centre au SU Agen.

## Carrière

### En club

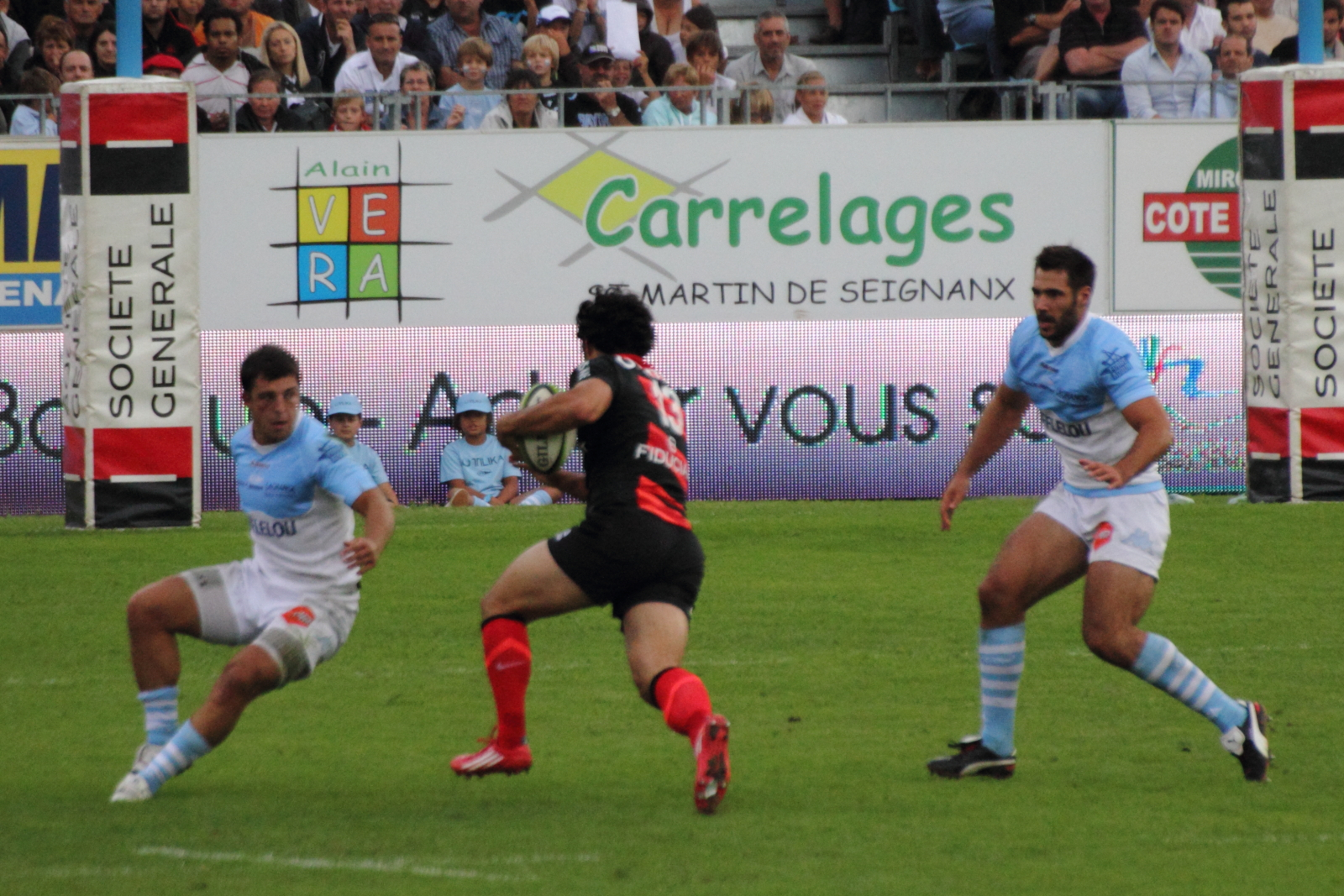
Lionel Mazars (à gauche), en défense face à Yann David, aux côtés de Thibault Lacroix.

- Rieumes
- ???? - 2005 : Stade toulousain
- 2005-2007 : RC Narbonne
- 2007-2009 : Castres olympique
- 2009-2013 : Aviron bayonnais
- 2013-2017 : SU Agen

### En équipe nationale
Il a honoré sa première cape internationale en équipe de France le 9 juin 2007 contre l'équipe de Nouvelle-Zélande, alors que les internationaux du Stade toulousain, de l'ASM Clermont, du Biarritz olympique et du Stade français disputaient les demi-finales du Top 14 2006-07 avec leurs clubs respectifs.

## Palmarès
(à jour au 06.06.10)
- 2 sélections en équipe de France en 2007 et 2010
- Capitaine vainqueur de la finale de Pro D2 (accession au Top 14) avec Agen contre Mont de Marsan (15-14) mai 2015